# 1972年夏季奥林匹克运动会马耳他代表团
1972年夏季奥林匹克运动会马耳他代表团是马耳他派出的1972年夏季奥林匹克运动会代表团。